# James H. Johnson
James Henry Johnson (1874 – Paddington, Londres, 15 de novembre de 1921) va ser un patinador artístic sobre gel britànic que va competir a començaments del segle xx. Era el marit de la també patinadora Phyllis Johnson.
El 1908 va prendre part en els Jocs Olímpics de Londres, on guanyà la medalla de plata en la prova parelles del programa de patinatge artístic junt a la seva muller, Phyllis Johnson.
El 1908, junt a la seva muller, disputaren el primer campionat del món per parelles que es disputà, acabant en segona posició. L'any següent el guanyaren, i també el 1912.

## Palmarès

### Parelles
| Competició        | 1908 | 1909 | 1910 | 1912 |
| ----------------- | ---- | ---- | ---- | ---- |
| Jocs Olímpics     | 2n   |      |      |      |
| Campionat del món | 2n   | 1r   | 3r   | 1r   |